# Варзоб (футбольный клуб)
«Варзо́б» — таджикистанский футбольный клуб из города Душанбе.

## История
Команда создана в 1996 году полевым командиром Сухробом Касымовым, который был генерал-майором, руководителем одного из подразделений МВД Таджикистана.
Первые 2 сезона клуб выступал в первенстве города. В 1998 году он заявился для участия в чемпионате Таджикистана (для этого достаточно было оплатить денежный взнос). В команду пригласили ведущих футболистов из «Вахша», «Регара» и «Памира». В итоге «Варзоб» без особых проблем в первый же сезон выиграл и чемпионат страны, и Кубок.
Чемпионом команда оставалась и следующие 2 года — в 1999 и 2000. Основные успехи клуба были связаны с ведущим тренером Таджикистана — Шарифом Назаровым.
После 2001 года команда стала постепенно разваливаться. Сначала она сменила название на БДА, а в начале 2005 года снялась с чемпионата. В настоящее время играет в чемпионате Душанбе.

## Достижения
- Чемпион Таджикистана (3): 1998, 1999, 2000.
- Обладатель Кубка Таджикистана (2): 1998, 1999.
- Финалист Кубка Таджикистана (1): 2000/01.